# Wjatscheslaw Ejnhorn
Wjatscheslaw Ejnhorn (beim Weltschachbund FIDE Vereslav S Eingorn; ukrainisch В'ячеслав Семенович Ейнгорн; russisch Вячеслав Семёнович Эйнгорн; * 23. November 1956 in Odessa) ist ein ukrainischer Schachspieler.
Er spielte für die Ukraine bei drei Schacholympiaden: 1992, 2000 und 2002. Außerdem nahm er zweimal an der Europäischen Mannschaftsmeisterschaft (1989 und 1992) und zweimal an der Mannschaftsweltmeisterschaft (1993 und 2001) teil.
In Deutschland spielte er für den PSV Duisburg (1997/98 und 1998/99).
| Hier fehlt eine Grafik, die leider im Moment aus technischen Gründen nicht angezeigt werden kann. Wir arbeiten daran! |